# بريثورن الشرقي
بريثورن الشرقي (بالإنجليزية: Eastern Breithorn)‏ هو أحد جبال سلسلة جبال الألب بينيني وجزء من القمة الأم بريثورن يقع في كانتون فاليز، سويسرا. يبلغ ارتفاع الجبل حوالي 4139 متر، بينما يبلغ ارتفاع نتوء الجبل 117 متر.